# St Leonards School

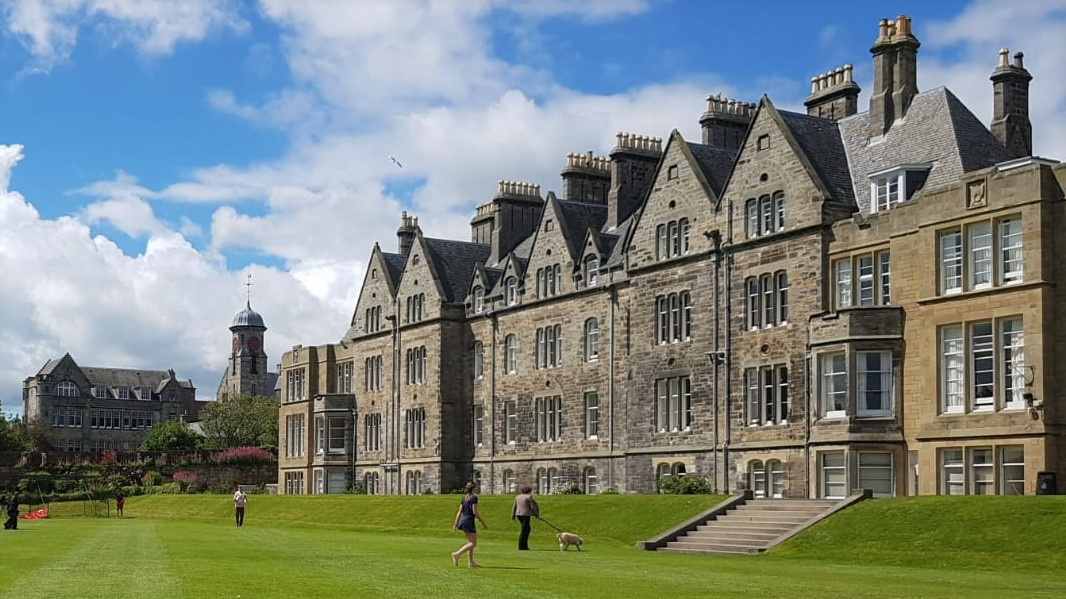
St Leonards School, Bishopshall House rechts und im Hintergrund das Hauptgebäude

St Leonards School, früher St Leonards and St Katherines School, ist eine unabhängige Internatsschule, die von Professoren der Universität St Andrews im 19. Jahrhundert gegründet wurde.
Die Internatsschule ist im Zentrum der Kleinstadt St Andrews (Fife) an der Ostküste von Schottland gelegen, südlich ihrer historischen Kathedrale. Sie ist umgeben von den Gemäuern eines mittelalterlichen Klosters.

## Allgemeines
Ursprünglich wurde sie im Jahre 1877 von Professoren der Universität St Andrews aufgrund des steigenden Bedarfs für die akademische Ausbildung von Frauen gegründet.
Heute dagegen ist St Leonards ein gemischtes Jungen- und Mädcheninternat, an dem Schüler im Alter von vier bis 19 Jahren unterrichtet werden. Im Jahr 2005 hat die Sunday Times St Leonards zur „Scottish Independent School of the Year“ ernannt. Derzeit werden ungefähr 530 Schüler im Alter von 4 bis 19 Jahren an der Schule unterrichtet, der Anteil weiblicher und männlicher Internatsschüler ist mittlerweile ausgeglichen. St Leonards ist landesweit die einzige Schule, deren Oberstufensystem vollkommen auf das Internationale Abitur (IB Diploma Programme) umgestellt worden ist. Sie war ferner eine der ersten schottischen Internatsschulen, die das internationale Abitur angeboten hat.

## Geschichte
Dame Louisa Lumsden wurde im Jahre 1877 zur ersten Schulleiterin ernannt. Der Leitsatz der Schule war, dass „ein Mädchen genau dieselbe Bildung empfangen sollte, wie ihr Bruder, wenn nicht besser“.
Im Jahr 1999 wurden erstmals auch Jungen in die St Leonards Oberstufe und in die St Katherines Grundschule aufgenommen. Bald darauf wurde die gesamte Schule zu einem einheitlichen Jungen- und Mädcheninternat.

## St Katharines und St Leonards-New Park
St Katharines School war eine internatseigene Grundschule, die sich ebenfalls auf dem geschlossenen Campus befand und die Schüler auf die Mittel- und Oberstufe vorbereitete. Im März 2002 zog die St Katharines School in das Hauptgebäude und wurde in  St Leonards Junior and Middle School  umbenannt. Im März 2005 schloss sie sich mit der New Park School zusammen, wurde in  St Leonards New Park umbenannt und im Juni 2011 schließlich in  St Leonards Junior School. Zur gleichen Zeit wurde ein 2.500.000 Pfund umfassendes Sanierungsprogramm der Junior School gestartet, welches unter anderem auch die Erweiterung bestehender Gebäudeteile vorsieht.

## St Leonards School
Die Schule zeichnet sich wie viele andere britische Internate auch durch ein umfassendes Sportangebot aus. Die Schule verfügt über mehrere Squash- und Tennisplätze, ebenso wie Rugby- und Fußballfelder und eine internatseigenen Schwimmhalle. Die Schule unterhält seit mehreren Jahren eine Partnerschaft mit dem St Andrews Golf Club, der es Schülern ermöglicht, dort zu Sonderkonditionen zu spielen.

### Lacrosse
Die Schule gilt als der Ursprungsort des Lacrosse, der dort erfunden worden sein soll. Weibliche Internatsschülerinnen setzen die Lacrossetradition an der Schule auch heute noch fort. Erfolge in naher Vergangenheit umfassen den Sieg der schottischen U 15 Meisterschaft im Jahr 2009 sowie das Erreichen der Finalspiele des „UK Small Schools‘ Tournament“ in den Jahren 2009, 2010 und 2011, welches auf den Spielfeldern des Rendcomb College in Gloucestershire ausgetragen wird.

## Vorstand
Die Administration des Internats wird überwacht durch eine ausgewählte Einheit der Bürger der Stadt St Andrews. Dieses Gremium fällt die wesentlichen finanziellen und personalorientierten Entscheidungen, wie etwa die Wahl des Schulleiters.

### Derzeitige Mitglieder
- James Murray, MA LLB (Chairman)
- Ian Adam, CAMr Hamish Allridge
- Lord Balniel
- Victoria Collison-OwenMr Roy de C Chapman
- Alan Constable
- Lady Fraser of Carmyllie
- Martin Passmore
- Louise Richardson
- Clare Wade
- Aubyn Stewart-Wilson

### Schulleiterinnen und Schulleiter
In den ersten 124 Jahren, in denen die Schule ein reines Mädcheninternat war, wurde immer eine Frau mit der Schulleitung beauftragt.
- 1877–1882: Louisa Lumsden
- 1882–1896: Frances Dove
- 1896–1907: Julia Mary Grant
- 1907–1921: Mary Bentinck-Smith
- 1922–1938: Katharine Howard McCutcheon
- 1938–1955: Janet A. Macfarlane
- 1956–1970: Janet S. A. Macaulay
- 1970–1987: Martha Hamilton (Mrs R Steedman)
- 1988–2000: Mary James (verheiratet mit Mr Lawrence James)
- 2001–2003: Wendy Bellars
- 2003–2008: Robert A. J. Tims
- seit 2008: Michael Carslaw

St Leonards orientiert sich bis heute an dem englischen und nicht dem schottischen Bildungssystem. Die Schüler legen GCSE-Prüfungen ab und Oberstufenschüler folgen dem International Baccalaureate Diploma Programm.
St Leonards ist eine „IB World Schools“. Lediglich drei Schulen in Schottland haben diesen Status.